# Jenny Kastein
Jeanette "Jenny" Hermine Kastein, född 24 januari 1913 i Amsterdam, död 20 oktober 2000 i Zwolle, var en nederländsk simmare med bröstsim som specialitet. Hon deltog vid de Olympiska sommarspelen 1936 där hon kom 7:a på 200 meter bröstsim för damer.